# Har Menorim
Har Menorim (hebrejsky: הר מנורים) je vrch o nadmořské výšce cca 240 metrů v severním Izraeli, v Dolní Galileji.
Leží cca 3 kilometry jižně od centra města Tiberias. Má podobu pahorku, který vystupuje nad výraznou terénní hranu, jež sleduje západní břehy Galilejského jezera. Vrcholová partie je z větší části zabrána povrchovým lomem. Jižně od vrcholu stojí Nemocnice Porija a u ní turistická vyhlídková terasa a o něco dál vesnice Porija Neve Oved. Po hřbetu prochází v severojižním směru lokální silnice 768. Na východní straně terén prudce spadá směrem ke Galilejskému jezeru, kam směřují četná vádí: Nachal Bereniki, Nachal Chamat, Nachal Menorim, Nachal Menora, Nachal Si'a a Nachal Ajiš. Tento svah je turisticky využíván a rozkládá se na něm lesoparkový komplex Ja'ar Švejcarija (Švýcarský les). Na jižní straně pozvolna pokračuje vyvýšená hrana, která pak přechází do výšiny Ramat Porija, na severní straně navazuje vrch Tel Ma'on. Na západních svazích terén klesá do odlesněného a zemědělsky využívaného údolí Bik'at Javne'el. Tam také odtud směřují vádí Nachal Sirgona a Nachal Cejdata.